# Lake Mackinnon
Der Lake Mackinnon ist ein See im Southland District der Region Southland auf der Südinsel von Neuseeland.

## Geographie
Der auf einer Höhe von ca. 155 m liegende Lake Mackinnon befindet sich rund 9 km südöstlich des Taitetimu / Caswell Sound und erstreckt sich über eine Fläche von rund 59,3 Hektar. Der längliche, in einer spiegelbildlichen S-Form geformte See besitzt eine Länge von rund 2,24 km in Südsüdwest-Nordnordost-Richtung und misst an seiner breitesten Stelle rund 510 m in Nordwest-Südost-Richtung. Der Seeumfang beträgt rund 5,52 km.
Gespeist wird der Lake Mackinnon durch einen von Süden kommenden, nicht näher benannten Stream und entwässert nach Norden über den Large Burn, der rund 7,5 Flusskilometer weiter in den Lake Marchant mündet.